# 欧尼斯
欧尼斯（法語發音：[onis] 或 [oni]）是法国历史上的一个行省，位于今滨海夏朗德省的西北部，历史上的首府为拉罗谢尔。
1789年，其领土是法国32个地方省中面积最小的，今天相当于滨海夏朗德省的西北部。
根据法国国王的意愿，这座建于778年的前墨洛温伯爵领地正式成为桑通日独立政府：“1374年，查理五世将拉罗谢尔从桑通日分离出来，成立了一个特别政府，其管辖范围包括罗什福尔、马雷讷和伯农。正是在那时，欧尼斯在法律上作为一个独立的行省出现。”与法国其他32个旧行省一样，欧尼斯在1790年成立省时消失。
其居民被称为欧尼斯人（Aunisiens）。除了首府拉罗谢尔，该省还包括叙热尔、马朗、罗什福尔和雷岛。目前滨海夏朗德省的其他三个岛屿，奥莱龙岛、艾克斯岛和马达姆岛，属于桑通日行省，但在18世纪，在行政上属于“拉罗谢尔和欧尼斯地区”政府。

## 名称
这个位于法国西部的小行省的名字最早出现在785年。778年查理大帝将阿基坦王国划分为九个伯爵领地后，欧尼斯成立，其名称拼写为“Pagus Alnensis”，出现在罗歇伯爵的遗嘱中。
但这个小行省的词源产生了许多不同的解释，甚至是今天仍然存在的幻想。今天，它仍然没有得到历史学家和词源学家的一致同意。目前，词源学家给出了三种有趣的解释，但无法确定：
根据一些词源学家的说法，该省的名称应与其森林起源联系起来，在中世纪，桤木（Aulne）是非常常见的树木；这将是“桤木之地”。
对其他人来说，该行省的名称必须与406年入侵高卢的阿兰（奄蔡）部落的名称（Alains）相比较。
最后，第三种解释将欧尼斯的名字与中世纪沙泰拉永的动荡历史联系起来。欧尼斯的第一个首都是沙泰拉永（今天的沙泰拉永普拉日），被称为“Castrum Allionis”，意思是“欧尼斯的城堡”。后一种理论似乎得到了许多历史学家的青睐。:54

## 历史
在很长一段时间内，关于欧尼斯的古代历史，两股截然相反的思潮发生了冲突。
第一个来自18世纪的杰出历史学家，一直留在集体记忆中，直到今天。它可以概括为三句话：
- “在古代，这个后来被称为欧尼斯并被承认为一个行省的地区将长期远离文明。“

- “在凯尔特人和高卢罗马时代，桑通尼北部（在中世纪将被称为欧尼斯）是一个长期被忽视的地区，与文明和任何通信轴隔绝。“

- “所有这些自然特征加在一起，将使这一地区（……），经常被洪水淹没、沼泽、不健康、不富裕，易于防御，但无法作为攻击的基地，成为一个长期不适宜居住的地区。

1885年，乔治·缪塞（Georges Musset）在其关于下夏朗德省（Charente Inférieure）史前史的著作导言中总结了第二种观点：
- 在所有人看来，桑通日拥有非常古老的人口，在高卢罗马甚至高卢时代发挥了作用，而欧尼斯则是一个荒僻之地，一个荒芜、炎热、不健康的地区，被熔岩坑和沼泽切断，是所有不诚实和堕落的人的避难所。根据所有人的说法，它的人口增长很晚，这种性质的断言的一致性使我们不必提及其中任何一个，因为这一观点是所有关注欧尼斯历史的人的观点，除了莱松和弗勒里奥·德·贝尔维。我们曾多次反对这一想法，特别是在拉罗谢尔的法国科学进步协会。我们不会重新开始这一请求。我们只想说，欧尼斯和桑通日在史前时代就有人居住，我们在这片土地上发现了石器和青铜文明的痕迹，如果在所有条件相同的情况下，在欧尼斯发现的遗迹数量没有桑通日的数量那么多，原因是，从这个特殊的角度来看，对欧尼斯的探索只能追溯到很短的时间，而且只有极少数考古学家在那里工作。

这是基于一个观察：发现考古遗迹，数量众多，与之前的说法相矛盾。如果缪塞的书列出了19世纪末在滨海夏朗德省，特别是在欧尼斯报告的史前遗迹，那幺直到1978年，才在《桑通日和欧尼斯评论》上发表了一份关于古欧尼斯的清单。
今天，考古发现的综合显示，欧尼斯是一个由小农场和高卢罗马乡村别墅组成的农村地区，通过一系列次要道路相互连接。从史前到中世纪早期或中期，这个地区非常特殊的地理结构差别不大。这是一个被新兴岛屿包围的半岛。今天的沼泽（北部的普瓦图沼泽和南部的罗什福尔沼泽）是海洋凹痕，深入我们今天所知道的海岸线。考古地图显示了所有时期的重要人类活动，包括几乎所有孤立的显现。
一些迹象证实，经济活动至少围绕三个主轴组织：从原始历史开始开发海盐、葡萄栽培和渔业。发现了大量罗马货币，包括来自整个帝国的货币宝藏，涵盖了我们时代的前四个世纪，这表明了当地贸易的重要性。
被研究的地点有丰富的进口产品，显示出非常开放的贸易，这得益于海上航线。
圣乔治-迪布瓦市镇有两个对欧尼斯古代历史具有重要意义的发现：一个估计有3000个座位的圆形剧场和一个“fanum”型寺庙。

### 中世纪
在加洛林王朝统治期间，桑通日这一部分真正进入了历史。
欧尼斯的古名pagus Alnensis首次出现在785年。当时，它依赖于普瓦图伯爵。在10世纪末，随着加洛林王朝的崩溃，欧尼斯从桑通日分离出来，并在沙泰拉永建立了第一个首都。
在9世纪和10世纪，普瓦图伯爵首先加强了欧尼斯海岸的防御。他们在沙泰拉永建立了强大的堡垒，有14座塔，以抵御维京人的威胁。但诺曼人反复入侵内陆，在那里他们沿着河道逆流而上，造成了更大的危险。这就是为什么普瓦图伯爵在他的行省建立了坚固的叙热尔城
，在9世纪，甚至有贝农兵营，有“一个建在广场中央的要塞，被两条圆形道路和三条宽阔的护城河包围”。
从11世纪开始，普瓦图伯爵开始对这个长期孤立和被遗弃的小地区的腹地感兴趣，并决定开发它。首先，他们鼓励建立强大的修道院来清理古老的阿根森森林。在贝农建立了感恩上帝修道院，这是在欧尼斯建立的第一座西多会修道院，它积极参与了清理运动。多亏了清理僧侣，在古老的森林中开辟了广阔的空地，以建立村庄和作物（小麦、燕麦、大麦），并在早期种植葡萄。这场强大的修道院运动，后来由世俗领主接力，从11世纪开始参与了欧尼斯的清理。但最重要的是，在12世纪和13世纪，这一发展，也就是欧尼斯平原，将得到充分发展。
在海岸线上，修建了盐场，开始积累欧尼斯的财富，从11世纪开始，确保了该省的繁荣。沙泰拉永很快成为了欧尼斯的大型防御城市，也是欧尼斯海盐和桑通日葡萄酒的重要港口。
1130年沙泰拉永衰弱后，拉罗谢尔迅速成为欧尼斯的新首都：“沙泰拉永的衰弱可追溯到1130年，但直到1144年，阿隆家族的整个领地才被肢解。其中一部分被转移到了莫莱翁，特别是欧尼斯半岛，从1151年起，拉罗谢尔新城将在该半岛上崛起。
1130年，阿基坦公爵威廉十世占领了欧尼斯，阿基坦的埃莉诺将其作为嫁妆送给路易七世，公爵夫人离婚后，英格兰国王亨利二世通过婚姻成为阿基坦公爵。1224年，路易八世将欧尼斯并入皇家领地。1360年，约翰二世签署了《布勒丁尼条约》，该省由英国统治。1370年，法兰西王国与卡斯蒂利亚王国结盟。卡斯蒂利亚舰队于1372年6月22日在拉罗谢尔拦截了英国远征军，并于6月23日将其摧毁。重新征服普瓦图、欧尼斯、桑通日和昂古莱姆的战役在拉罗谢尔战役后立即开始。雷岛和奥莱龙岛于8月26日提交。由于让·肖德里耶（Jean Chaudrier）的巧妙策略，拉罗谢尔于8月15日从英国占领下解放出来。这座城市在谈判向法国国王投降后于9月8日开放。

### 特殊的法国行省
沙泰拉永地区是桑通日行省的一部分，桑通日是前高卢桑通尼（Santoni）部落的所在地。1374年，查理五世将拉罗谢尔从桑通日分离出来，成立了一个特别政府，包括罗什福尔、马雷讷和贝农。正是在那时，欧尼斯在法律上作为一个独立的行省出现。

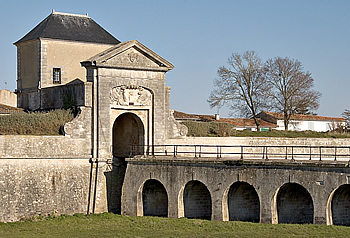
位于圣马丹德雷的沃邦防御工事

在中世纪，欧尼斯是一个面积较大的行省，其领土边界经历了许多波动。它从北部的普瓦图沼泽延伸到南部的下夏朗德河谷。在西部，它包括雷岛和艾克斯岛，面向夏伦特河口。然而，其东部的土地边界极为多变，仍然不确定。欧尼斯似乎延伸到尼奥尔附近，还包括圣让当热利地区。:541374年查理五世统治期间，该省正式成立时，欧尼斯接收了罗什福尔和马雷讷，但其东部边界未明确。

### 宗教改革时期
宗教改革早在弗朗索瓦一世时代就开始了，并变得非常强大：欧尼斯是法国新教徒抵抗的最后堡垒，直到1628年拉罗谢尔才屈服。

### 旧制度的结束
1790年法国制宪会议成立时，欧尼斯是一个面积和人口都很小的省份。尽管其居民的抵抗和代表的积极干预，1790年，它与桑通日的大部分地区联系在一起，成立了滨海夏朗德省。

## 地理

欧尼斯区域地图

这一自然区域面积约85,000公顷，其特点是低海拔，从东向西缓慢倾斜，从60米，
叙热尔以东的丘陵，到20米，拉帕利斯海角，与海洋相对，平原的平均高度约为30米。这是因为欧尼斯首先是一个西部与大西洋接壤的沿海地区。
其海岸线以高石灰岩峭壁（埃南德、马尔西伊、卢莫、拉帕利斯海角和拉罗谢尔的拜大厨海角、昂古兰的沙海角、沙泰拉永普拉日的布舍勒尔角）或低海岸线为特色，其中一些是沼泽（武特龙和昂古兰沼泽），其他沙滩（艾特雷、昂古兰、沙泰拉永普拉日海滩、昂古兰和沙泰拉永普拉日之间的沙丘）。
欧尼斯的北海岸与布雷东海峡接壤，这是一个将雷岛与旺代省海岸分隔开来的小内海。三个石灰岩岬角缓缓伸入海洋，位于埃南德和拉帕利斯大海港之间；从北到南是圣克莱蒙海角、普隆海角和拜大厨海角。
拉罗谢尔以南是安蒂奥什海峡，它将雷岛与奥莱龙岛分隔开来，对应于一条真正的海峡和一个小内海。拉罗谢尔以南的海岸线也显示出石灰岩岬角（米尼姆海角、鲁海角、沙海角）。

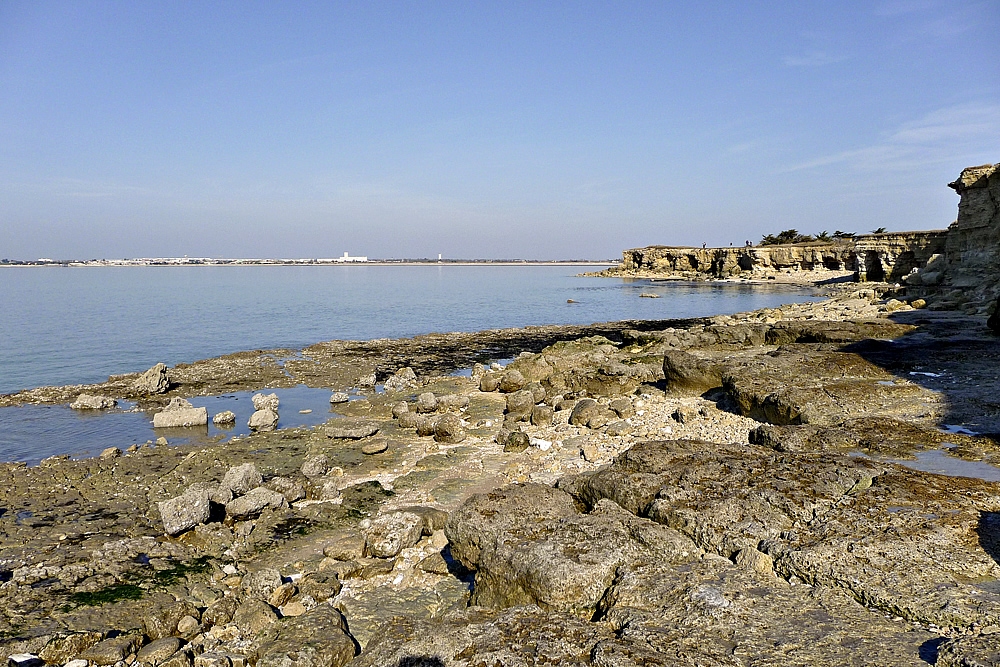
沙海角，位于昂古兰附近

关于沙海角，它是最引人注目的，类似于海角和半岛之间，其地质丰富性使其成为地质学家非常受欢迎的研究地点。
最后，与沙特拉永普拉日相对的是巴斯克湾，它将其与艾克斯岛隔开。
这片平原对应于一种锥形半岛，夹在两个巨大的沼泽之间，北部是普瓦图沼泽，南部是罗什福尔沼泽，向西延伸至大西洋，面向雷岛。

## 居民和人口

### 居民特点
在1374年，欧尼斯省成立之前，欧尼斯人只是作为桑通日人的一部分，与他们没有区别。
在19世纪的一本词典中，有这样一个描述：欧尼斯人通常被赋予巨大的体力和热情慷慨的性格。为他们提供财富的海洋附近必须影响他们的职业；因此，该省为该国提供了杰出的水手和许多从事航海相关职业的杰出人士。他们充满了坦率和礼貌，以其原始的纯洁性实践父权制习俗；而且，他们没有野心和仇恨，只为家人而生活，快乐地在职业的艰苦工作和家庭的乐趣之间分配时间。
在宗教层面上，一些欧尼斯人是胡格诺派新教徒。在旧制度下，部分欧尼斯人迫于政治压力移民到加拿大。1608年至1700年间，法属加拿大有524名欧尼斯人。

### 人口
2007年，欧尼斯有289,987名居民，几乎占滨海夏朗德省总人口的一半，约为47.9%。
今天，滨海夏朗德省西北部包括18个居民超过5000人城镇中的11个，和居民超过2000人的60个城镇中的31个。2007年，欧尼斯的农村市镇居民不少于200人，人口主要生活在城市及其城市群。
欧尼斯的面积为1,677平方公里，占该省的24.4%，接近四分之一。
人口密度约为滨海夏朗德省平均水平的两倍，为173人/平方公里，而省平均为88人，远高于2007年全国平均水平114人/平方公里。
这一人口密度突出了欧尼斯内部的人口差异，这一对比在滨海夏朗德省内非常明显，也就是人口稠密且高度城市化的海岸线与仍然高度农村且人口稀少的腹地之间。如果欧尼斯海岸地区支持非常高的密度，达到140人/km2，雷岛则达到了209人/km2，到拉罗谢尔地区达到700人/km2以上；只有以欧尼斯地区为代表的腹地，继承了低迷的农村历史，人口密度仍远低于该省的平均水平，分别为67和88人/km2。
因此，在欧尼斯的海岸地区非常有吸引力，很早就确定了人口和人类活动，城市化比该省其他地方更为发达。

## 经济
在农业领域，两种主要资源是集约谷物种植（小麦、玉米、油籽）和畜牧业。
长期以来，奶牛养殖一直是欧尼斯的主导农业活动，在19世纪末催生了强大的乳品业。正是在1876年灾难性的根瘤蚜虫危机摧毁了欧尼斯的葡萄园之后，农民转向了奶牛养殖。这一壮观的农业改造使欧尼斯成为滨海夏朗德省乳品业的发源地。今天，奶牛不再是占主导地位的牛群；这种养殖越来越多地让位给肉牛养殖，主要在普瓦图沼泽和罗什福尔沼泽的干沼泽中进行。
密集型谷物种植是欧尼斯平原最近的一种农业做法，尽管由于土壤质量优良，谷物生产历史悠久。自20世纪60年代以来，脱钙黏土地经过了良好的改良，氮肥丰富，使欧尼斯成为一个富饶的小麦平原。在20世纪60年代重新整理的推动下，这种先进的农业得到了大型储存组织强大的谷物收集网络的支持。这些不同的条件极大地促进了数百公顷农场的扩大、农业的密集机械化和产量的提高。今天，欧尼斯是一个广阔的谷物平原，拥有博斯的景观，其广阔的裸露视野现在在邻近的北桑通日低地延伸。
1876年受根瘤蚜虫危机影响的葡萄园几乎被遗弃在欧尼斯平原，但仍留存在雷岛上，那里的旅游业为其注入了新的活力。

## 交通
欧尼斯平原的物理条件一直非常有利于建立交通路线，尽管这一小区域相当内陆，长期处于法兰西王国和地方领土的边缘。沼泽（普瓦图沼泽和罗什福尔沼泽）的存在进一步加剧了这一区域的飞地倾向，这些沼泽长期以来一直是陆地交通路线的障碍。
为打破这种地理孤立，已经作出了巨大努力。最壮观的可能是1857年修建的铁路，连接拉罗谢尔、罗什福尔与首都巴黎。这条铁路线已多次现代化（升级为两条轨道，1993年电气化，以容纳TGV）。
连接南特和波尔多的区域铁路也服务于欧尼斯，途经拉罗谢尔、沙泰拉永普拉日和罗什福尔。
道路也进行了重大现代化：拉罗谢尔-罗什福尔、拉罗谢尔-尼奥尔、从罗什福尔到桑特的837号公路、夏朗德河上的2x2车道高架桥、环绕拉罗谢尔整个城市群的2x2车道城市环路、以及连接雷岛的高架桥。
通信基础设施的现代化也大大促进了旅游业的发展，几十年来，旅游业已成为滨海夏朗德省的主要经济活动之一，至少在其沿海和岛屿部分也是如此。
连接罗什福尔和丰特奈勒孔特（A83和A837之间的连接线）的A831高速公路项目于2005年被宣布为公共事业，但在2015年被放弃，因为它穿过了普瓦图沼泽和罗什福尔沼泽这两个大型湿地引起了强烈反对。这条高速公路最终穿过拉罗谢尔城市圈公共社区东部的市镇圣苏勒。

## 文化景点

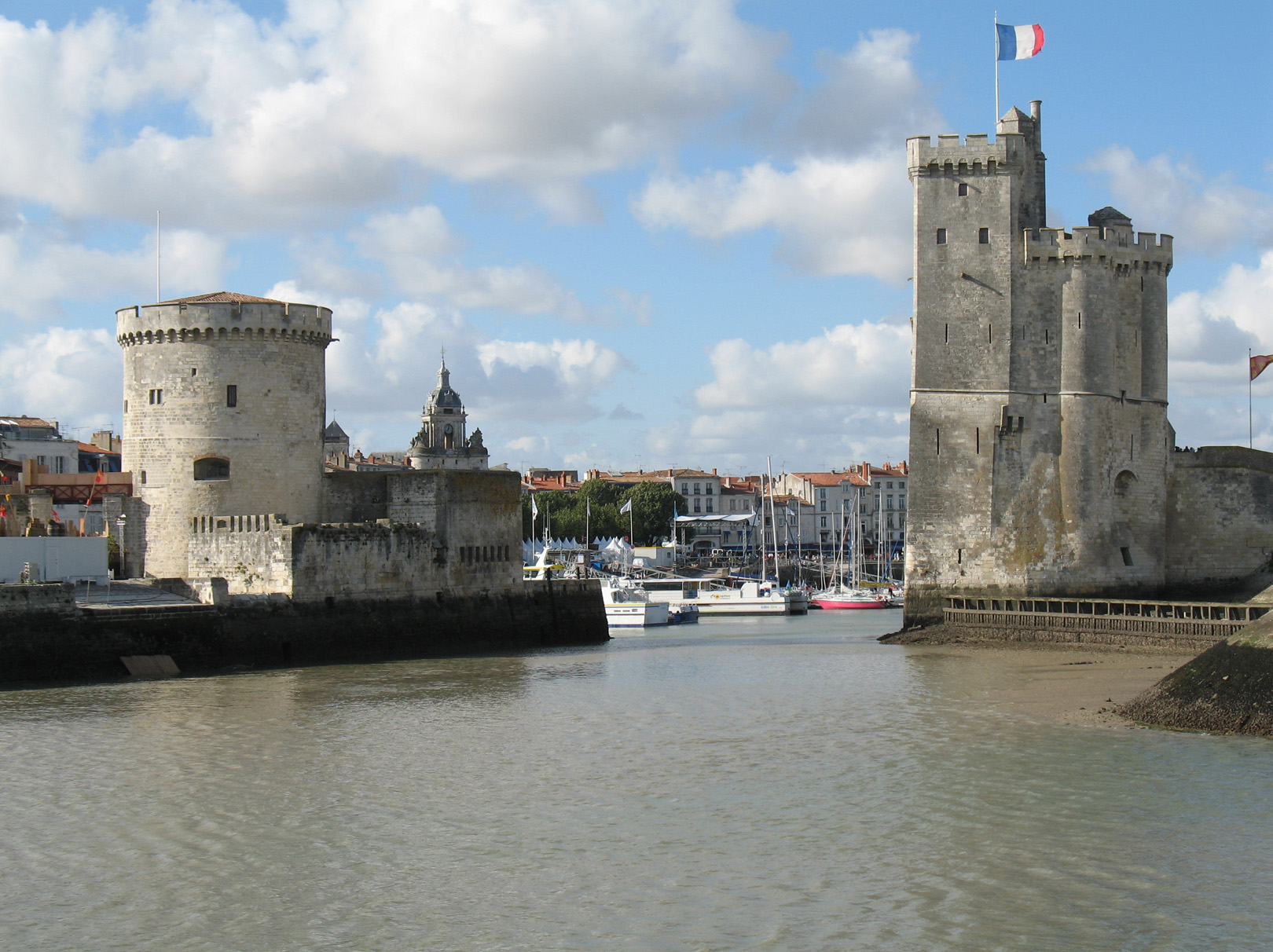
拉罗谢尔老港口入口

由于其海岸线，欧尼斯能够发展旅游业，到19世纪末，旅游业随着海水浴场出现而变得重要。沙泰拉永普拉日和富拉等海滨度假胜地获得了真正的声誉，而雷岛上的大型海滩自20世纪60年代以来经历了真正的狂热。
罗什福尔有一个温泉度假村，在全国排名第七，而欧尼斯和雷岛的海岸上点缀着水上中心和海水浴疗法。
雷岛主要以旅游业为生，在夏季可以接待多达250,000名游客，这种“入侵”在艾克斯岛更为壮观，尽管它与世隔绝，但每年接待多达180,000名游客，与邻近的雷岛没有桥梁连接。
昂蒂奥什海峡形成了一个真正的小内海，在20世纪70年代促进了游船业。拉罗谢尔拥有巨大的米尼姆港，可容纳5000艘游艇，已成为法国大西洋沿岸最大的码头。阿尔斯昂雷、拉弗洛特和圣马丹德雷也是备受追捧的游艇港口，而尼奥尔塞夫尔河上的马朗和夏朗德河上的罗什福尔的河港在废弃的港口盆地中为游艇提供了欢迎场所，每个码头可容纳200多艘游艇。
欧尼斯还发展了文化和城市旅游业，其两个主要历史城镇是拉罗谢尔和罗什福尔。这两座城市不仅拥有丰富的建筑和城市遗产，具有巨大的历史价值，而且拥有丰富的文化生活，拥有众多博物馆，使其成为该地区领先的博物馆中心。除了电影院和其他城市休闲活动外，这两个城市的文化活动还因许多节日而丰富，这些节日通常在旺季举行，而剧院、音乐会和歌剧是淡季城市生活中的重要时刻。
内陆的小城镇并不缺乏乐趣，并重视其城市遗产，如叙热尔（圣母院教堂、城堡遗址、翻新的市中心）或马朗（尼奥尔塞夫尔河岸上的港口和河流遗址）或托奈夏朗德（夏朗德河码头开发）。欧尼斯致力于促进生态旅游，并在艾格尔弗耶多尼斯开发了高质量的旅游景点（弗拉斯湖、拉塔耶综合旅游区）。
- 圣尼古拉塔（英语：Saint Nicolas Tower）、链条塔和灯笼塔。（位于拉罗谢尔老港口）
- 拉罗谢尔市政厅
- 叙热尔圣母罗曼教堂
- 罗什福尔皇家制绳厂